# ビッグカツ

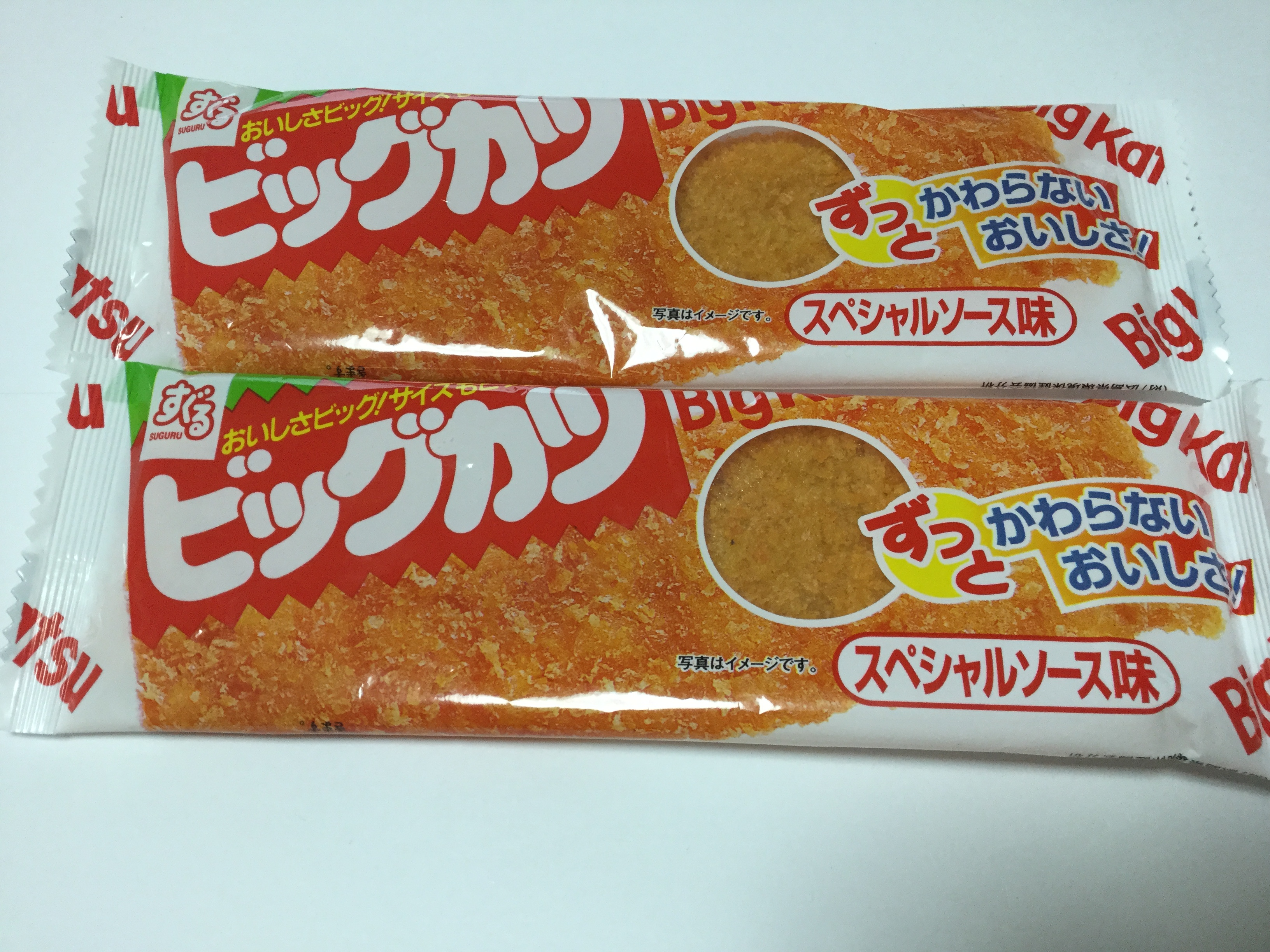
ビッグカツ

ビッグカツは、日本の駄菓子の1つ。名称・外観ともにカツ（カツレツ）に似ているが、原材料はスケトウダラなどの魚肉のすり身で、イカの肉の粉末などが用いられることもある。

## 概要
魚介類が原料ながら豚カツなど獣肉のカツを髣髴とさせ、駄菓子の中ではボリューム感がある。香辛料の効いた甘辛い味つけ、衣の食感が特徴で、飽きの来ない菓子である。駄菓子屋の定番商品であり、平成期ではコンビニでも販売されているロングセラー商品である。愛好者の中には飯のおかずにする者もいるほどで、これを材料に用いた料理も書籍では登山食などとして紹介されている。

## 評価
広島県呉市の駄菓子メーカー・株式会社すぐるは、1973年（昭和48年）に株式会社スグル食品として創業し、1970年代前半に40本入りの「おやつ串カツ」を駄菓子屋用に発売した。
1978年（昭和53年）に、これを大型化し串無しの個包装で「ビッグカツ」と名付けて発売した。当初は全く売れなかったが、発案者でもある創業者自身が全国を売り歩き、大ヒット商品になった。
同社の「カープかつ」は、広島と広島東洋カープのアピールのために2005年（平成17年）に開発されたもので、帰省土産として抜群の人気である。2016年（平成28年）当時の管理部長兼商品部長・洲沢徹によれば、2004年（平成16年）に奥田民生のライブに参加した際に、大のカープファンとして知られる奥田とそのファンたちの、カープに対する愛に心を打たれ、広島と広島カープを全国にPRしたいとの思いで、人気商品であるビッグカツを「カープかつ」としてアレンジすることを発案したという。翌2005年2月の発売以来、たちまち人気商品となった。2013年（平成25年）の売上は10数万個を記録し、2014年（平成26年）はその15パーセント増の売上を見せた。2015年（平成27年）には約14万パックの売上があった。2016年はカープの好調もあり、売上も約2割伸びた。
2015年5月5日にTBSで放送された『所さんのニッポンの出番!』の企画「ニッポンの味再発見！駄菓子世界ツアー」のフランス編にて、フランスではポピュラーな白身魚をフライした冷凍食品「ポワソンパネ poisson pané （パン粉をまぶした魚の意味）」に似ているという理由から、フランス人に支持された駄菓子人気ランキング第1位に輝いた。
各社から同種の駄菓子が多数販売されているが、昭和時代の子供文化に精通する著作家の初見健一は菓道製造・やおきん販売の「Big Katsu」（1987年（昭和62年）発売）を代表的な商品としている。